# قائمة طائرات القوات الجوية الملكية السعودية

## الأسطول الحالي
| الطائرات                                         | صورة | بلد الأصل          | النوع                                                                | الطراز                          | في الخدمة   | ملاحظات |
| طائرة مقاتلة                                     |      |                    |                                                                      |                                 |             | |
| ------------------------------------------------ | ---- | ------------------ | -------------------------------------------------------------------- | ------------------------------- | ----------- | --- |
| إف-15 إيغل                                       |      | الولايات المتحدة   | مقاتلة متعددة المهام                                                 | D C S SA                        | 16 70 70 84 | طلبت السعودية 84 طائرة من نسخة SA. الطائرات من طراز (S) سيتم ترقيتها إلى مستوى SA. |
| يوروفايتر تايفون                                 |      | المملكة المتحدة    | مقاتلة متعددة المهام                                                 | T.2 T.3A                        | 24 48       | تحت الطلب، وسيتم تصنيعها جميعا في منشأة BAE ارتون، بدلا من خط التجميع النهائي في المملكة العربية السعودية. وسيتم تطوير 24 طائرة T.2 إلى T.3A. وثمة مخطط لشراء ما يصل إلى 72 أخرى. |
| تورنادو                                          |      | المملكة المتحدة    | هجوم أرضي مقاتلة متعددة المهام                                       | IDS ADV                         | 96          | [ 6 ] [ 7 ] |
|                                                  |      |                    |                                                                      |                                 |             | |
| طائرات التزود بالوقود جوا                        |      |                    |                                                                      |                                 |             | |
| إيرباص إيه 330 إم آر تي تي                       |      | فرنسا              | طائرة نقل طائرة تزود بالوقود جوا                                     | MRTT                            | 6           | [ 8 ] [ 9 ] [ 10 ] |
| بوينغ كيه سي -135                                |      | الولايات المتحدة   | طائرة تزود بالوقود جوا                                               | KE-3A                           | 5           | . |
| كيه سي-130                                       |      | الولايات المتحدة   | طائرة تزود بالوقود جوا                                               | KC-130H                         | 7           | |
| سي-130 جيه سوبر هركيوليز                         |      | الولايات المتحدة   | طائرة تزود بالوقود جوا                                               | KC-130J                         | 5           | [ 12 ] |
| طائرات الإنذار المبكر والحرب الإلكترونية والتجسس |      |                    |                                                                      |                                 |             | |
| بوينغ إي-3 سينتري                                |      | الولايات المتحدة   | استخبارات الإشارات طائرة إنذار مبكر والتحكم طائرة التزود بالوقود جوا | RE-3 KE-3A E-3A                 | 3 5         | طائرات E-3A تم ترقيتهن وتطويرهن وتحويلهن إلى RE-3. |
| ساب 2000                                         |      | السويد             | نظام الإنذار المبكر والتحكم                                          |                                 | غ.م         | [ 13 ] [ 14 ] |
| أن-132                                           |      | أوكرانيا           | حرب إلكترونية                                                        |                                 | 100         | تم طلب طائرتين، وستقوم السعودية بتصنيع 98 طائرة. |
| بيتشكرافت سوبر كينغ إير                          |      | الولايات المتحدة   | حرب إلكترونية مهمات خاصة                                             |                                 | 6           | 3 تحت الطلب. |
| طائرة تدريب                                      |      |                    |                                                                      |                                 |             | |
| بي أيه إي هوك                                    |      | المملكة المتحدة    | طائرة تدريب متقدم                                                    | Mk. 65 Mk. 65A Hawk T2 Hawk 165 | 50          | سيتم استبدال جميع النسخ القديمة بعدد 44 من النسخ الحديثة Hawk T2، Hawk 165. |
| بريتش ايروسبيس جت ستريم                          |      | المملكة المتحدة    | طائرة تدريب                                                          | 31                              | 1           | |
| سوبر مشاق                                        |      | باكستان            | طائرة تدريب                                                          | -                               | 20          | |
| بيلاتوس بي سي-9                                  |      | سويسرا             | طائرة تدريب                                                          | —                               | 47          | من أصل 50 |
| بيلاتوس بي سي-21                                 |      | سويسرا             | طائرة تدريب                                                          | —                               | 55          | تم التعاقد لشراء 55. تم التسليم ابتداء من عام 2014. تم تسليم 46 حتى الآن. |
| سيروس إس آر22                                    |      | الولايات المتحدة   | طائرة تدريب                                                          |                                 | 25          | لتحل محل طائرات سيسنا 172 |
| سيسنا 172                                        |      | الاتحاد الأوروبي   | تدريب                                                                | جي إتش أم                       | 16          | [ 25 ] [ 26 ] |
| طائرة نقل / مهمات خاصة                           |      |                    |                                                                      |                                 |             | |
| إيرباص إيه 340                                   |      | الاتحاد الأوروبي   | نقل                                                                  | A340-213                        | 3           | |
| بريتش ايروسبيس 125                               |      | المملكة المتحدة    | نقل                                                                  | B                               | 4           | |
| بوينغ 747                                        |      | الولايات المتحدة   | نقل كبار الشخصيات                                                    | 747-300 747SP                   | 8           | [ 27 ] [ 28 ] |
| بوينغ 757                                        |      | الولايات المتحدة   | مستشفى طبي طائر                                                      | —                               | 1           | [ 29 ] |
| بوينغ 737                                        |      | الولايات المتحدة   | نقل                                                                  | BBJ1 BBJ2                       | 1           | [ 30 ] |
| كاسا سي أن-235                                   |      | إسبانيا            | نقل                                                                  | M-10                            | 4           | |
| سيسنا سايتيشن الثانية                            |      | الولايات المتحدة   | نقل                                                                  | C550                            | 4           | [ 31 ] |
| ليرجيت 35                                        |      | الولايات المتحدة   | نقل وإخلاء طبي                                                       | A                               | 2           | تم تحويلها إلى الجناح الطبي في القوات المسلحة الملكية السعودية في يوليو 2009 |
| غلف ستريم الثالثة                                |      | الولايات المتحدة   | نقل                                                                  | —                               | 2           | |
| غلف ستريم الرابعة                                |      | الولايات المتحدة   | نقل                                                                  | —                               | 1           | |
| غلف ستريم الخامسة                                |      | الولايات المتحدة   | إخلاء طبي                                                            | GV                              | 2           | [ 32 ] |
| أنتونوف أن-148                                   |      | أوكرانيا           | نقل                                                                  |                                 |             | تم طلب 4 طائرات. |
| لوكهيد سي-130 هيركوليز                           |      | الولايات المتحدة   | نقل نقل كبار الشخصيات                                                | E/H VC-130H                     | 30 5        | |
| لوكهيد مارتن سي-130 جيه سوبر هركيوليز            |      | الولايات المتحدة   | نقل                                                                  | C-130J-30                       | 0           | 20 تحت الطلب. |
| لوكهيد إل-100 هيركوليز                           |      | الولايات المتحدة   | نقل                                                                  | L-100-30                        | 6           | |
| ماكدونل دوغلاس أم دي-11                          |      | الولايات المتحدة   | طائرة نقل                                                            | MD-11                           | 1           | [ 34 ] |
| أنتونوف أن-178                                   |      | أوكرانيا           | طائرة نقل                                                            | An-178                          | 0           | خطاب نوايا لشراء 30 طائرة |
| إتش سي-130 جي كومبات كينغ 2                      |      | الولايات المتحدة   | طائرة بحث وإنقاذ عمليات خاصة                                         |                                 | 2           | |
| مروحية                                           |      |                    |                                                                      |                                 |             | |
| أغستا - بيل 212                                  |      | إيطاليا            | مروحية متعددة الأغراض                                                | —                               | 27          | |
| إس أتش-3 سي كينغ                                 |      | الولايات المتحدة   | مروحية متعددة الأغراض مروحية مضادة للغوصات البحث والإنقاذ            | A-4                             | 3           | |
| يو إتش-1 إركويس                                  |      | الولايات المتحدة   | مروحية متعددة الأغراض                                                | —                               | 24          | |
| بيل 212 / بيل 412                                |      | الولايات المتحدة   | مروحية متعددة الأغراض                                                | EP                              | 37          | |
| بيل 205                                          |      | الولايات المتحدة   | مروحية متعددة الأغراض                                                | -                               | 24          | |
| يوروكوبتر إيه إس 532                             |      | فرنسا              | البحث والإنقاذ مروحية هجومية                                         | M                               | 12          | تستخدم في السرب السرب التاسع والتسعون المخصص للبحث والإنقاذ القتالي. |
| سيكورسكي يو إتش-60 بلاك هوك                      |      | الولايات المتحدة   | مروحية متعددة الأغراض                                                | S-70A-1 S-70A-L1 UHM-60         | 81          | تملك السعودية مايقارب 72 طائرة. وفي عام 2015، إشترت السعودية 9 مروحيات من نوع يو إتش إم- 60. |
| إيه إتش-64 أباتشي                                |      | الولايات المتحدة   | مروحية هجومية                                                        | A D E                           | 94          | عام 1991، إشترت السعودية 12 مروحية.وفي عام 2006، قامت السعودية بتطوير المروحيات إلى طراز D. وفي سبتمبر عام 2008، باعت الولايات المتحدة 12 مروحية من طراز D إلى السعودية. وفي اكتوبر 2010، قامت السعودية بعقد صفقة ضخمة لشراء 70 مروحية من طراز D.وتم تطوير المروحيات لطرازات مختلفة. |
| طائرة بدون طيار                                  |      |                    |                                                                      |                                 |             | |
| إم كيو-1 بريداتور                                |      | الولايات المتحدة   | مقاتلة متعددة المهام                                                 |                                 | غ.م         | [ 44 ] [ 45 ] |
| سيليكس جاليليو فالكو                             |      | إيطاليا            | طائرة استطلاع                                                        |                                 | 50          | [ 46 ] [ 47 ] [ 48 ] [ 49 ] [ 50 ] |
| تي إيه أي أنكا                                   |      | تركيا              | مقاتلة متعددة المهام طائرة استطلاع                                   | Anka-A                          | غ.م         | بدأت السعودية بمفاوضت مع تركيا لشراء أسلحة من بينها عدد من طائرة تي إيه أي أنكا بقيمة ملياري دولار. |
| تشنغدو وينق لونق                                 |      | الصين              | مقاتلة متعددة المهام                                                 | MQ -1                           | 300         | وقعت السعودية اتفاقية مع الصين في عام 2014، لشراء طائرات دون طيار من نوع وينق لونغ التي بامكانها حمل صاروخين من نوع جو - سطح، ولم يتم الإفصاح عن عدد الطائرات. |
| لونا                                             |      | السعودية · ألمانيا | طائرة استطلاع                                                        | IDX15D4                         | غ.م         | لونا طائرة ألمانية، ولدى السعودية رخصة صناعتها على أرضها. |
| آريون سكوت                                       |      | كندا               | طائرة استطلاع                                                        |                                 | غ.م         | [ 56 ] |
| صقر                                              |      | السعودية           | طائرة استطلاع                                                        | صقر 2 صقر 3 صقر 4               | 38          | طيارة من صناعة مدينة الملك عبد العزيز للعلوم والتقنية. كان أول طيران لها في 2012. |
| سيكير 400                                        |      | جنوب إفريقيا       | مقاتلة متعددة المهام                                                 |                                 | غ.م         | وقعت السعودية وجنوب افريقيا على إتفاقية التعاون على صناعة الطائرات سيكير 400، ونقل التقنية للسعودية. |

## قوات جوية أخرى

### طيران القوات البرية الملكية السعودية
| الطائرات                                      | صورة | بلد الأصل        | النوع                 | الطراز  | في الخدمة | ملاحظات |
| الطيران التابع للقوات البرية الملكية السعودية |      |                  |                       |         |           | |
| --------------------------------------------- | ---- | ---------------- | --------------------- | ------- | --------- | --- |
| أو إتش-58 كيوا                                |      | الولايات المتحدة | مروحية هجومية         | OH-58D  | 13        | [ 59 ] |
| إيه إتش-64 أباتشي                             |      | الولايات المتحدة | مروحية هجومية         | AH-64D  | 82        | طلبية أخرى بعدد 29 أو يزيد، للطراز المّطور لونغ بو (بلوك 3) (AH-64D Longbow III) بقيمة تبلغ أكثر من 1200 مليون دولار أمريكي. |
| سيكورسكي إس-60 بلاك هوك                       |      | الولايات المتحدة | مروحية إخلاء طبي      | S-70A-1 | 8         | [ 37 ] |
| سيكورسكي يو إتش-60 بلاك هوك                   |      | الولايات المتحدة | مروحية متعددة الأغراض |         | 37        | تم تطويرها إلى (UH-60L) طلبية أخرى لعدد 24 من الطراز (UH-60L) بقيمة 350 مليون دولار.                                        |
| بوينغ سي إتش-47 شينوك                         |      | الولايات المتحدة | طائرة نقل عسكري       |         | 0         | تم طلب 8 طائرات. |

### طيران الحرس الوطني السعودي
| الطائرات                                   | صورة | بلد الأصل        | النوع            | الطراز | في الخدمة | ملاحظات       |
| الطيران التابع لوزارة الحرس الوطني السعودي |      |                  |                  |        |           |               |
| ------------------------------------------ | ---- | ---------------- | ---------------- | ------ | --------- | ------------- |
| إيه إتش-64 أباتشي                          |      | الولايات المتحدة | مروحية هجومية    | E      | 72        | [ 63 ] [ 64 ] |
| سيكورسكي يو إتش-60 بلاك هوك                |      | الولايات المتحدة | مروحية إخلاء طبي |        | 22        |               |
| بوينغ إيه إتش-6                            |      | الولايات المتحدة | مروحية هجومية    |        | 36        | [ 37 ] [ 65 ] |
| بوينغ إم إتش-6 ليتل بيرد                   |      | الولايات المتحدة | مروحية هجومية    |        | 24        | [ 66 ] [ 67 ] |

### طيران وزارة الداخلية
| الطائرات                      | صورة | بلد الأصل                  | النوع                     | الطراز                                       | في الخدمة | ملاحظات |
| الطيران التابع لوزارة الداخلة |      |                            |                           |                                              |           | |
| ----------------------------- | ---- | -------------------------- | ------------------------- | -------------------------------------------- | --------- | --- |
| سيكورسكي إس-434               |      | الولايات المتحدة           | للمهمات الخفيفة والتدريب  | S-434                                        | 9         | تم طلب الطائرات في عام 2009. |
| سيكورسكي إس-70                |      | الولايات المتحدة           | متعددة المهام             | S-70I                                        | 3         | [ 68 ] |
| سيكورسكي إس-92                |      | الولايات المتحدة           | طائرة نقل، ومتعددة المهام |                                              | 16        | [ 69 ] |
| يوروكوبتر إي سي 145           |      | الولايات المتحدة           | مروحية هجومية             | H145M                                        | 23        | في يونيو 2015 أعلنت وزارة الداخلة نيتها شراء 23 طائرة مسلحة لحرس الحدود بقيمة 500 مليون يورو. وتم الموافقة على بييع الطائرات للسعودية. |
| إيادس كاسا سي-295             |      | إسبانيا                    | طائرة نقل                 | C-295W                                       | 4         | أعلنت شركة ايرباص في معرض باريس للطيران عام 2015،إن السعودية تقدمت بطلب لشراء أربع طائرات للنقل من من طراز سي 295.                     |
| إيرباص إيه 330                |      | الاتحاد الأوروبي           | متعددة المهام             | A330                                         | غ.م       | أعلنت شركة ايرباص في معرض باريس للطيران، أن السعودية تقدمة لشراء طائرات من طراز إيه 330 متعددة الأغراض.                                |
| سي أن-235                     |      | إسبانيا                    | طائرة دورية، طائرة نقل    | CN-235                                       | غ.م       | [ 75 ] |
| سي إتش-46 سي نايت             |      | اليابان · الولايات المتحدة | مروحية نقل                | KV-107IIA-SM-1 KV-107IIA-SM-3 KV-107IIA-SM-4 | 18        | [ 76 ] [ 77 ] |

### طيران البحرية الملكية السعودية
| الطائرات                                       | صورة | بلد الأصل        | النوع                      | الطراز             | في الخدمة | ملاحظات |
| الطيران التابع للقوات البحرية الملكية السعودية |      |                  |                            |                    |           | |
| ---------------------------------------------- | ---- | ---------------- | -------------------------- | ------------------ | --------- | --- |
| يوروكوبتر إيه أس 332 سوبر بوما                 |      | فرنسا            | مروحية مضادة للغواصات      | B1, M1, F1S1, F1S2 | 20        | [ 78 ] |
| يوروكوبتر إيه إس365 دوفين                      |      | فرنسا            | مروحية بحث وانقاذ          |                    | 24        | [ 79 ] |
| إس إتش-60 سي هوك                               |      | الولايات المتحدة | مروحية بحرية متعددة المهام | 60R                | 10        | أعلنت وزارة الدفاع الأميركية (بنتاغون)، إن وزارة الخارجية وافقت على صفقة، بقيمة 1.9 مليار دولار، لبيع السعودية 10 مروحيات MH-60R. |

### طائرات خرجت من الخدمة
| الطائرات                                                               | صورة | بلد الأصل        | النوع        | الطراز | في الخدمة | ملاحظات                                                                                     |
| طائرات تاريخية كانت تستخدم سابقا من قبل القوات الجوية الملكية السعودية |      |                  |              |        |           |                                                                                             |
| ---------------------------------------------------------------------- | ---- | ---------------- | ------------ | ------ | --------- | ------------------------------------------------------------------------------------------- |
| نورث أمريكان إف-86 سابر                                                |      | الولايات المتحدة | طائرة مقاتلة |        | غ.م       | [ 82 ]                                                                                      |
| لوكهيد تي-33                                                           |      | الولايات المتحدة | طائرة مقاتلة |        | غ.م       |                                                                                             |
| إنجلش إلكتريك لايتنغ                                                   |      | المملكة المتحدة  | طائرة مقاتلة | 34 6   | F.53 T.55 |                                                                                             |
| تي-28 تروجان                                                           |      | الولايات المتحدة | طائرة تدريب  |        | غ.م       | [ 83 ]                                                                                      |
| لوكهيد سي 140 جيت ستار                                                 |      | المملكة المتحدة  | طائرة مقاتلة |        | غ.م       | [ 84 ]                                                                                      |
| دي هافيلاند فامباير                                                    |      | المملكة المتحدة  | طائرة مقاتلة | FB52   | 19        | تم إهدائهن للسعودية من قبل الرئيس جمال عبد الناصر بعد العدوان الثلاثي على مصر في يوليو 1957 |
| نورثروب إف-5                                                           |      | الولايات المتحدة | مقاتلة       | F E    | 83        | خرجت من الخدمة منذ 2009.                                                                    |
| دوغلاس سي-47 سكاي ترين                                                 |      | الولايات المتحدة | طائرة مقاتلة |        | غ.م       | [ 87 ]                                                                                      |